# Boucif Ouled Askeur
Boucif Ouled Askeur ou Boussif Ouled Asker est une commune de la wilaya de Jijel en Algérie.

## Géographie

### Situation
Le territoire de la commune de Boucif Ouled Askeur se situe au sud de la wilaya de Jijel.
| Chahna                          | Bordj Tahar                  | Bouraoui Belhadef                   |
| Chahna                          | Boucif Ouled Askeur          | Ouled Yahia Khedrouche, Ouled Rabah |
| Tessala Lemtaï (Wilaya de Mila) | Amira Arrès (Wilaya de Mila) | Terrai Bainen (Wilaya de Mila)      |

### Localités de la commune
La commune de Boucif Ouled Askeur est composée de vingt-deux localités :
- Aïn Barouk
- Amaïd
- Atroui
- Dar El Kebir
- Douilat
- El Arta
- El Kaada
- El M'Rabaa
- El Oued
- Ighil Moulah
- Kaa Ezzane
- Lekhsaf
- Nechma
- Ouled Allaoua
- Ouled Larbi
- Safsaf
- Souk Tleta
- RCO
- Taghast
- Tahraouia
- Tamesklout
- Touta